# Design and Engineering Practice
Een Shell Design and Engineering Practice (DEP) is een document waarmee Shell aangeeft hoe op een bepaald gebied petrochemische fabrieken op een gestandaardiseerde manier dienen te worden ontworpen. Oorspronkelijk ontwikkeld door Shell voor eigen gebruik, maar later in licentie gegeven voor iedere maatschappij die ervoor wil betalen. In combinatie met de Material and Equipment Standards and Code (MESC) levert deze werkwijze het gereedschap om de maximale winst te halen uit standaardisatie, zowel in technisch als in economisch opzicht. Via de DEPs wordt de opgedane ervaring van maatschappijen van de Shell groep met het ontwerp, bouw, bediening, operatie en onderhoud doorgegeven. Daarbij wordt - waar dat uitkomt - gebruikgemaakt van standaarden die elders in de wereld zijn ontwikkeld. 
Het is gebruik dat Shell aangeeft dat aannemers en fabrikanten zelf geheel verantwoordelijk blijven voor de kwaliteit van hun werk en de toepassing van hun ontwerptechnieken. Het werk moet wel minstens van hetzelfde technische niveau zijn als in de DEPs is aangegeven. Als blijkt dat desondanks toch dingen fout gaan, heeft een aannemer of een fabrikant iets uit te leggen. Het effect van deze opstelling is dat de meeste aannemers en fabrikanten toch voldoen aan de eisen van de DEP. Toch sluit Shell elke verantwoordelijkheid voor het gebruik van DEPs uit.
Het werk aan MESC en DEP wordt op het Shell hoofdkantoor in Den Haag en diverse andere plaatsen op de wereld gedaan. In de DEP Index staat een overzicht wie er waar aan de DEP werken. De documenten zijn uiteraard niet gratis verkrijgbaar. Voor het gebruik van DEPs en MESC moet een speciale overeenkomst met Shell worden gesloten. 
Er zijn verschillende types DEP:
- Type M: Handleidingen waarin wordt aangegeven hoe bepaalde onderwerpen moeten worden benaderd
- Type T: Technische specificaties
- Type P: Procedurele specificaties geven aan hoe iets moet worden gedaan om een goed resultaat te bereiken
- Requisities, documenten waarop de technische informatie is verzameld om materialen te kunnen inkopen
- Standaard formulieren